# Periscepsia decolor
Periscepsia decolor är en tvåvingeart som först beskrevs av Fritz Isidore van Emden 1960.  Periscepsia decolor ingår i släktet Periscepsia och familjen parasitflugor. Inga underarter finns listade i Catalogue of Life.